# Claver
Claver is een gemeente in de Filipijnse provincie Surigao del Norte op het eiland Mindanao. Bij de laatste census in 2007 had de gemeente ruim 18 duizend inwoners.

## Geografie

### Bestuurlijke indeling
Claver is onderverdeeld in de volgende 14 barangays:
| - Bagakay - Cabugo - Cagdianao - Daywan - Hayanggabon - Ladgaron - Lapinigan | - Magallanes - Panatao - Sapa - Taganito - Tayaga - Urbiztondo - Wangke |

## Demografie
Claver had bij de census van 2007 een inwoneraantal van 18.258 mensen. Dit zijn 1.855 mensen (11,3%) meer dan bij de vorige census van 2000. De gemiddelde jaarlijkse groei komt daarmee uit op 1,49%, hetgeen lager is dan het landelijk jaarlijks gemiddelde over deze periode (2,04%). Vergeleken met de census van 1995 is het aantal mensen met 3.958 (27,7%) toegenomen.

De bevolkingsdichtheid van Claver was ten tijde van de laatste census, met 18.258 inwoners op 322,6 km², 44,3 mensen per km².